# Bärbo församling
Bärbo församling var en församling i Strängnäs stift och i Nyköpings kommun i Södermanlands län.  Församlingen uppgick 1995 i Stigtomta församling.

## Administrativ historik
Församlingen har medeltida ursprung. 
Församlingen var till 1962 annexförsamling i pastoratet Råby-Rönö och Bärbo. Från 1962 till 1995 var den annexförsamling i pastoratet Stigtomta, Nykyrka, Halla och Bärbo som 1977 utökades med Husby-Oppunda och Vrena församlingar. Församlingen uppgick 1995 i Stigtomta församling.

## Kyrkor
- Bärbo kyrka